# Bonapartesaurus
Bonapartesaurus („Bonapartův ještěr“) byl rod poměrně velkého hadrosauridního dinosaura, který žil asi před 72 miliony let (v období svrchní křídy) na území Jižní Ameriky (Argentina, provincie Río Negro) v rámci ekosystémů dnešního souvrství Allen.

## Historie a popis
Fosilie tohoto dinosaura byly objeveny roku 1984 paleontologem Jaime Powellem a popsány o tři roky později (bez stanovení vědeckého jména). Roku 2010 byl podle jiného fosilního materiálu ze dvou dalších lokalit stanoven druh Willinakaqe salitralensis, v roce 2016 se ale podrobnou revizí ukázalo, že materiál patří ve skutečnosti jinému rodu a druhu. Roku 2017 proto dostal vlastní rodové jméno Bonapartesaurus, což představuje poctu významnému argentinskému paleontologovi José F. Bonapartovi. Jedná se o jednoho z mála dosud známých jihoamerických hadrosauridů (tato skupina se vyskytovala převážně jen na severní polokouli - v Severní Americe, Evropě a Asii).
Na fosiliích tohoto dinosaura byly objeveny četné patologie, svědčící o zraněních a nemocech, které prodělal.

## Klasifikace
Nejbližšími známými příbuznými tohoto argentinského hadrosaurida z podčeledi Saurolophinae a tribu Saurolophini jsou rody Prosaurolophus, Saurolophus, Lophorhothon, Willinakaqe a Secernosaurus.